# Burak Hakkı
Burak Hakkı (né le 23 mai 1972, à Istanbul) est un acteur et mannequin turc. Outre de nombreux rôles au cinéma, il est également connu pour avoir été élu Mister Turquie en 1994

## Biographie
Diplômé en économétrie de l'Université d'Istanbul, il exerce le mannequinat pendant dix ans et participe à plus de mille défilés de mode. Il est élu Mister Turquie en 1994 et se place 4e au concours mondial du plus beau mannequin organisé en Australie l'année suivante. 
Parellèlement à une carrière au cinéma, Burak Hakkı tient le rôle principal dans le film Dudaktan Kalbe sorti en 2007.

## Filmographie
- 2000 : Zehirli çiçek, téléfilm
- 2000 :  Aşk aynı adreste
- 2001 : Günah, téléfilm
- 2002 : Paşalı
- 2002 : Kırık ayna, téléfilm
- 2003 : Gurbet kadını, téléfilm
- 2005 : Yeniden Çalıkuşu
- 2006 : Kaybolan yıllar, téléfilm
- 2006 : Dünyayı Kurtaran Adam'ın Oğlu : L'homme qui sauva le monde, le retour, suite du film L'homme qui va sauver le monde
- 2007 : Dudaktan Kalbe
- 2007 : O Kadın
- 2008 : Semum